# Cerkev sv. Marjete, Golo
Cerkev sv. Marjete na Golem se nahaja v naselju Golo v Občini Ig in spada pod Župnijo Golo. Posvečena je Marjeti Antiohijski, devici in mučenki. Stavba je pozno baročna, zgrajena v 19. stoletju in je bila leta 1997 z odlokom občinskega sveta razglašena za kulturni in zgodovinski spomenik.
Za spomenik je bil razglašen tudi arheološki teren okoli cerkve. Najdbe okoli cerkve sodijo v prazgodovinsko halštatsko dobo. Leta 1975 so tam našli kose lončenine, železne žlindre in hišni lep. Pred tem je bil leta 1865 izkopan tudi skeletni grob, ki spada v isto prazgodovinsko dobo.
Cerkev na tem mestu se prvič omenja v pisnih virih leta 1631, gre pa za predhodnico današnje cerkve. Na istem mestu je bila leta 1820 sezidana današnja, baročna cerkev. Cerkev je zgrajena v celoti iz kamna. Leta 1821 jo je posvetil ljubljanski knezoškof Avguštin Gruber.

## Cerkvena zunanjščina
Cerkev sv. Marjete stoji na vrhu hriba. Stavbno arhitekturo predstavljajo cerkvena ladja in prezbiterij, ki mu je na zahodni strani prizidana zakristija, Nad vhodnim pročeljem cerkve se dviguje zvonik, ki je zidan v sklopu cerkvene ladje in ne kot samostoječi arhitekturni element zgradbe. Zunanje mere cerkve so: dolžina 26,5 m, širina 11,5 m in višina okrog 13 m. Najširši del predstavlja ladja, ki se nadaljuje v ožji prezbiterij.
Vzhodna fasada je oblikovana s tipičnimi baročnimi elementi, kot so pilastri, niše za kipe, portalom in ozko streho. Na sredini fasade je kamnit portal, ki nosi dvokrilna vrata. Nad portalom se nahaja okno, ki omogoča svetlobo na kor. Na vsaki strani portala se k višku vzpenja pilaster z baročno oblikovanim kapitelom. Razgibanost kompozicije povečata dve niši za kipe, vsaka na eni strani, med pilastrom in robom fasade.
Cerkev obdaja obzidje, znotraj katerega je pokopališče. 

## Zvonik
Zvonik z zunanjimi merami 4,3 m x 4,3 m je visok okrog 25 m. Stolp je gladek, brez venčnih zidcev, pokriva pa ga bakrena kapa zvonasto-volutastega tipa. Vrh strehe krasi trikotniško zalomljena strehica, ki se nadaljuje v čebulico. Njej sedi jabolko in povsem na vrhu je križ. 
Na zvonik se da povzpeti po lesenih stopnicah. V stenah stopnišča je vzidanih nekaj ostankov rimskih nagrobnikov.